# Kungshållet på Kjulaåsen

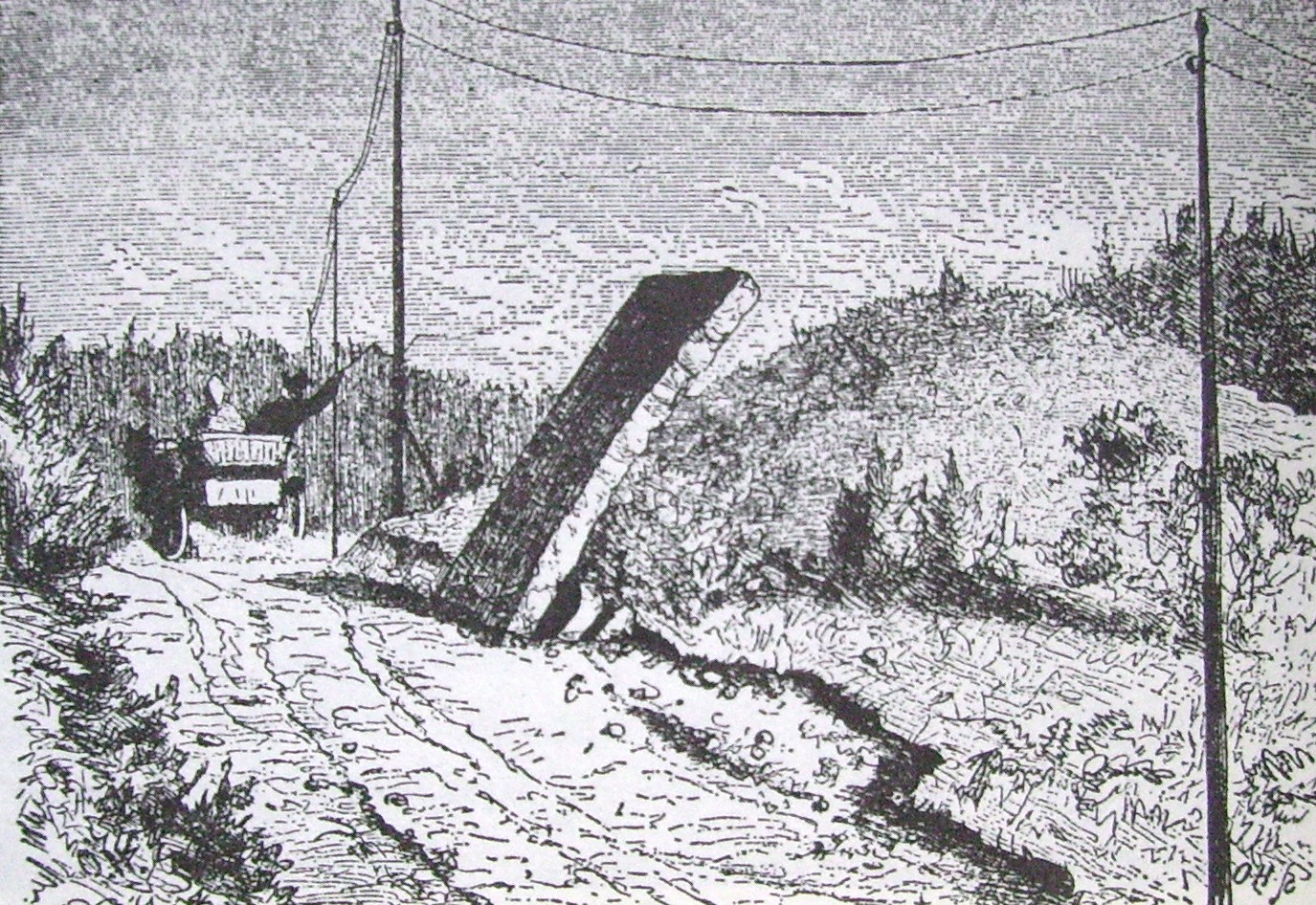
Kungshållet på Kjula ås. En telegraflinje mellan Eskilstuna och Stockholm syns på Olof Hermelins teckning från 1860-talet.

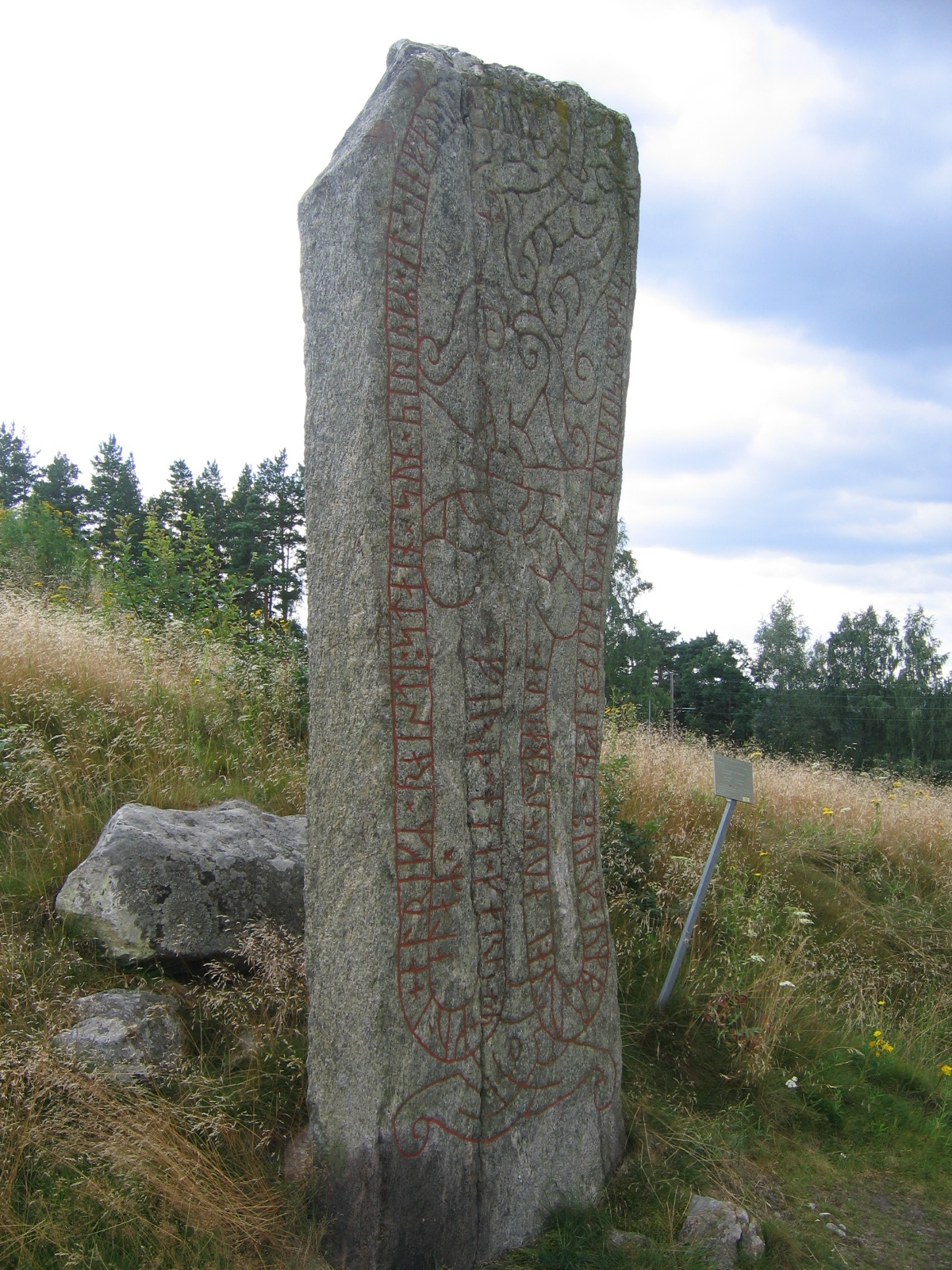
Runinskrift Sö 106

Kungshållet på Kjulaåsen är en ort söder om Kjula kyrka och öster om Eskilstuna, där vägen mot Kjula korsar E20. Den är en del av Badelundaåsen, som sträcker sig från Ludgo i Södermanland till Siljan i Dalarna.
På denna plats i Södermanland låg tingsstället för Österrekarne härad under medeltiden. Här ligger också ett järnåldersgravfält, vilket skadats allvarligt genom grustäkt. Gravfältet består av femtio gravhögar, trettio runda stensättningar, två treuddar och tjugotvå resta stenar. En av de stora gravhögarna syns bakom runstenen på Hermelins teckning.
En teckning av Rickard Dybeck från mitten av 1800-talet visar att gravfältet då ännu var relativt oskadat.

## Runsten Sö 106
I vägkanten (väg 6) står Södermanlands största runsten, Sö 106. Stenen är hela 3,3 meter hög och liksom de övriga resta stenarna här på åsen, så står också denna i kanten av gamla landsvägen. 

### Fotnoter
1. ↑  Kulturhistoriskt värdefulla miljöer i Södermanland, artikel i Sörmlandsbygden 1988:2